# Valenzwörterbuch
Das Valenzwörterbuch (auch: Konstruktionswörterbuch) ist ein Spezialwörterbuch zur Darstellung der grammatischen Konstruktionsmöglichkeiten des Wortes mit Hilfe der Valenz-Theorie von Lucien Tesnière, die ab etwa 1970 und anfänglich vor allem in Deutschland wirksam wurde (obwohl sie auf Französisch formuliert ist). Die zahlreichen Konstruktionswörterbücher mit ähnlicher Zielsetzung, aber anderer theoretischer Grundlage lassen sich als Valenzwörterbücher im weiteren Sinne fassen.

## Valenzwörterbücher im engeren Sinne

### Deutsch
- Ulrich Engel und Helmut Schumacher: Kleines Valenzlexikon deutscher Verben. Mannheim 1968. Narr, Tübingen 1978.
- Gerhard Helbig und Wolfgang Schenkel: Wörterbuch zur Valenz und Distribution deutscher Verben. Leipzig 1969. 8. Auflage. Niemeyer, Tübingen 2011.
- Helmut Schumacher (Hrsg.): Verben in Feldern. Valenzwörterbuch zur Syntax und Semantik deutscher Verben. De Gruyter, Berlin 1986.
- Helmut Schumacher, Jacqueline Kubczak, Renate Schmidt und Vera de Ruiter: VALBU. Valenzwörterbuch deutscher Verben. Narr, Tübingen 2004. (638 Einträge)
  - Internetwörterbuch E-VALBU
- Karl-Ernst Sommerfeldt und Herbert Schreiber: Wörterbuch zur Valenz und Distribution deutscher Adjektive. Bibliographisches Institut, Leipzig 1974.
- Karl-Ernst Sommerfeldt und Herbert Schreiber: Wörterbuch zur Valenz und Distribution der Substantive. Bibliographisches Institut, Leipzig 1977.

### Englisch
- Thomas Herbst, David Heath, Ian F. Roe und Dieter Götz: A Valency Dictionary of English. De Gruyter, Berlin 2004. (1300 Einträge)

### Französisch
- Winfried Busse und Jean-Pierre Dubost: Französisches Verblexikon. Die Konstruktion der französischen Verben. Klett, Stuttgart 1977. (5000 Einträge)
- Karel van den Eynde, Piet Mertens und Carmen Eggermont: Dicovalence [Lexique]. ORTOLANG. 2017. (3700 Verben)

## Weitere Konstruktionswörterbücher
- Josette Caput und Jean-Pol Caput: Dictionnaire des verbes français. Larousse, Paris 1969. (2500 Einträge)